# Malkhaz Asatiani
Malkhaz Asatiani (Kutaisi, 14 agosto 1980) è un ex calciatore georgiano, di ruolo difensore o centrocampista.

## Carriera

### Club
Ha giocato nella massima serie dei campionati georgiano, russo e ucraino.

### Nazionale
Dal 2001 al 2010 ha giocato 42 partite con la nazionale georgiana.

## Palmarès

### Club

#### Competizioni nazionali
- Campionato georgiano: 3

Torpedo Kutaisi: 1999-2000, 2000-2001, 2001-2002
- Coppa di Georgia: 1

Torpedo Kutaisi: 2000-2001
- Campionato ucraino: 1

Dinamo Kiev: 2008-2009
- Campionato russo: 1

Lokomotiv Mosca: 2004
- Coppa di Russia: 1

Lokomotiv Mosca: 2006-2007
- Supercoppa di Russia: 2

Lokomotiv Mosca: 2003, 2005

#### Competizioni internazionali
- Coppa dei Campioni della CSI: 1

Lokomotiv Mosca: 2005